# Viktor Vida
Viktor Vida (Kotor, 2. listopada 1913. – Buenos Aires, 25. rujna 1960.) bio je hrvatski književnik i iseljenik.

## Životopis
Rodio se u Kotoru 1913. godine. Tu je pohađao osnovnu školu i gimnaziju (šest razreda). Posljednja je dva razreda završio u Podgorici. Na zagrebačkom filozofskom fakultetu diplomirao je 1937. povijest jugoslavenskih književnosti i talijanski jezik i književnost. Godine 1942. odlazi u u Veneciju i Rim, gdje je radio kao prevoditelj u „Agenzia Giornalistica Italo-Croata”. Godine 1947. odlazi u Argentinu. Pokopan je na groblju Chacarita u Buenos Airesu.

## Djela
Prve pjesme objavljuje u nikšićkoj Slobodnoj misli. Kasnije je ovjavljivao u Hrvatskoj reviji.
- „Svemir osobe” (1951.)
- „Sužanj vremena” (1956.)
- „Otrovane lokve” (1971.)
- „Otključana škrinjica”

### Članci
- Šimundža, Drago. 1987. Viktor Vida ili sužanj vremena. Crkva u svijetu. Sveučilište u Splitu - Katolički bogoslovni fakultet. Split. 22 (1): 51–66